# Гемеротека

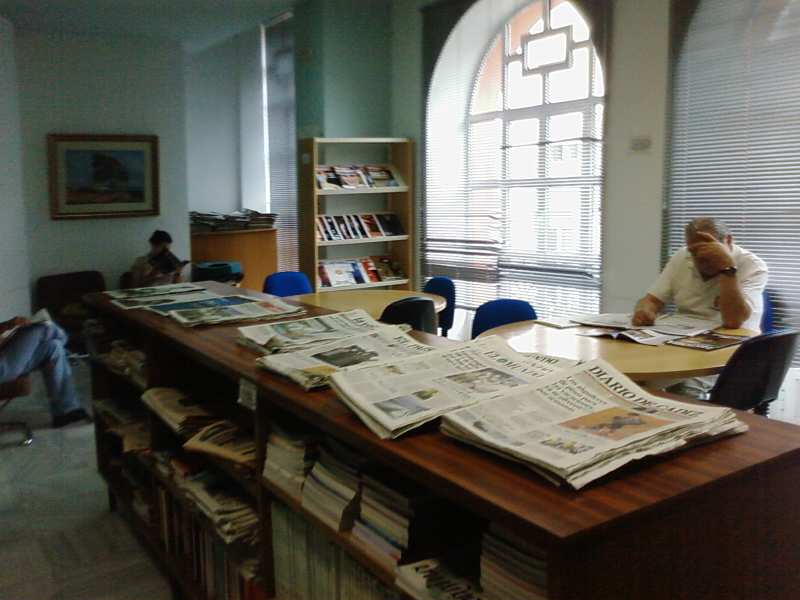
Гемеротека

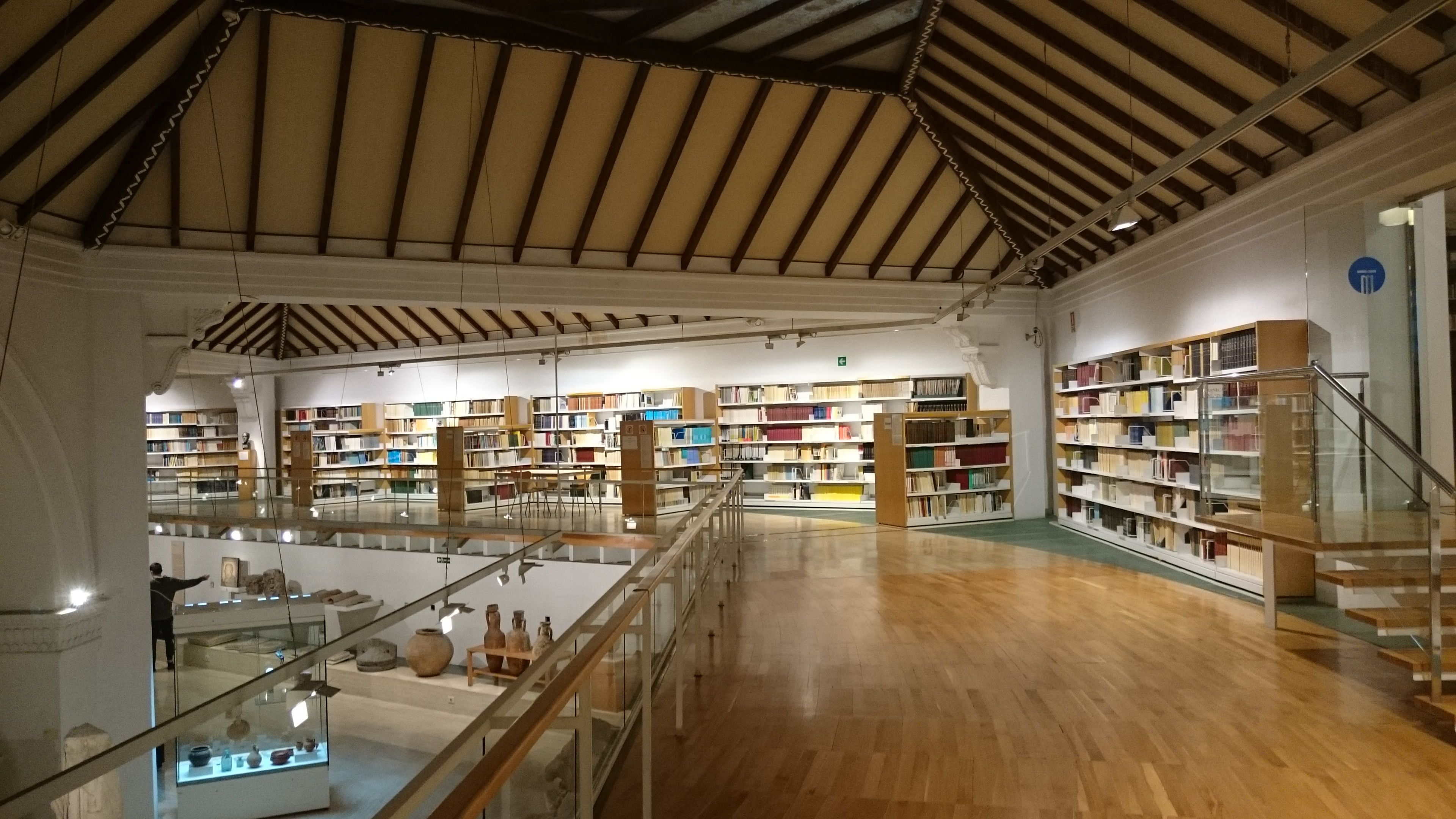
Библиотека газет MAC Barcelona

Гемеротека (Библиотека газет) — здание, комната или веб-страница, где газеты, журналы и другие периодические издания письменной прессы хранятся, упорядочиваются, сохраняются и классифицируются, архивируются. Она также относится к собранию или набору газет, журналов и других журналистских публикаций в конкретном документе.
Обычно это отдельный отдел библиотеки, но это также может быть организовано как коллекции или фонды СМИ, которые их выпускают.
Также это может раздел библиотеки, зарезервированный только для хранения письменных материалов этого жанра, или тематическая коллекция газетных или журнальных вырезок, или он может быть присоединен к базе данных в компьютерной поддержке с материалами из этого типа публикаций.
Как правило, архивы газет классифицируют свое содержание по следующим критериям:
- тема,
- страна,
- происхождение,
- дата.

Термин также используется для обозначения архивов последних веб-страниц.

## Этимология
Термин « газетная библиотека» происходит от греческого: hemera (Ἡμέρα), день и theke (θήκη), ящик или депозит, который относится к набору хранимых данных и журналов.

## История
Гемеротека — государственное или частное учреждение, которое предлагает различными способами доступ к каталогу и консультационные услуги для газет, журналов и периодических изданий. Журналы и газеты обычно могут храниться в бумажном виде, на микрофильмах или микрофишах. Сегодня существуют также виртуальные каталоги, документы которых доступны в цифровой форме с возможностью доступа в Интернет.
Гемеротека собирает отраслевые журналы, газеты, тем самым предоставляя ученым возможность проводить различные исследования. Эти публикации в основном предназначены для исследователей, преподавателей и студентов вузов. Но также гемеротеки существуют и в качестве альтернативы дневным библиотекам и часто представляют собой собрание наиболее распространенных ежедневных газет, что позволяет сохранить коллективную память о прошлом.

## Библиотеки газет
| Муниципальная газетная библиотека Мадрида                            | Штаб графа Дуке Мадрид                                                            |  | 1916 г. | Генеральный муниципальный             | С 15 века           |  |
| Библиотека Газет Исторического архива города Барселоны               | Дом архидиакона Барселона                                                         |  | 1928 г. | Генеральный муниципальный             | С 18 века           |  |
| Библиотека газет «Ezequiel Martínez Estrada»                         | Национальная библиотека Аргентинской Республики Буэнос-Aйрес                      |  | 1932 г. | Национальный генерал                  | С 19 века           |  |
| Муниципальная газетная библиотека Севильи                            | Алькасар , Севилья                                                                |  | 1934 г. | Генеральный муниципальный             | С семнадцатого века |  |
| Национальная газетная библиотека Мексики                             | Культурный центр университета , Университетский город, Делегация Койоакана Мехико |  | 1944 г. | Национальный генерал                  | С 18 века           |  |
| Библиотека газет Национального университета «Карлос Льерас Рестрепо» | Эльдорадо авеню Санта-Фе-де-Богота                                                |  | 1994 г. | Национальный генерал                  |                     |  |
| Эмеротека библиотеки Марио де Андраде                                | Rua Dr. Bráulio Gomes, 125 Сан-Паулу / SP — Бразилия                              |  | 2012 г. | Муниципальное, международное наследие | С 19 века           |  |
|                                                                      |                                                                                   |  |         |                                       |                     |  |
|                                                                      |                                                                                   |  |         |                                       |                     |  |
|                                                                      |                                                                                   |  |         |                                       |                     |  |